# Rozoy-sur-Serre
 Rozoy-sur-Serre  es una población y comuna francesa, en la región de Picardía, departamento de Aisne, en el distrito de Laon y cantón de Rozoy-sur-Serre.

## Demografía
| 1132 | 1201 | 1315 | 1187 | 1095 | 1079 |
| Para los censos de 1962 a 1999 la población legal corresponde a la población sin duplicidades (Fuente: INSEE [Consultar]) |      |      |      |      |      |